# Os (Hedmark)
Gmina Os (norw. Os kommune) – norweska gmina leżąca w regionie Hedmark. Jej siedzibą jest miasto Os w Østerdalen.
Os jest 100. norweską gminą pod względem powierzchni.

## Demografia
Według danych z roku 2005 gminę zamieszkuje 2087 osób. Gęstość zaludnienia wynosi 2,01 os./km². Pod względem zaludnienia Os zajmuje 336. miejsce wśród norweskich gmin.
| ludność stan na 1 stycznia 2005 |         |           |       |
|                                 | kobiety | mężczyźni | razem |
| osób                            | 1055    | 1032      | 2087  |
| %                               | 50,55%  | 49,45%    | 100%  |

| wykształcenie stan na 1 października 2004 |        |         |        |        |
|                                           | podst. | średnie | wyższe | niezn. |
| osób                                      | 272    | 1012    | 300    | 59     |
| %                                         | 16,56% | 61,59%  | 18,26% | 3,59%  |

### Znani mieszkańcy
Z Os pochodzi Therese Johaug, biegaczka narciarska, mistrzyni świata i mistrzyni olimpijska oraz medalistka najważniejszych sportowych imprez.

## Edukacja
Według danych z 1 października 2004:
- liczba szkół podstawowych (norw. grunnskolar): 3
- liczba uczniów szkół podst.: 330

## Władze gminy
Według danych na rok 2011 administratorem gminy (norw. rådmann) jest Arne Svendsen, natomiast burmistrzem (norw. ordfører, d. borgermester) jest Arne Grue.